# ماتيلد كريستنسن
ماتيلد كريستنسن (7 يونيو 1993 في الدنمارك - ) (بالدنماركية: Mathilde Kristensen)‏ هي لاعبة كرة يد دانمركية. لعبت مع Viborg HK ‏.